# Панайот Манов
Панайот Манов е български революционер, скопски деец на Вътрешната македоно-одринска революционна организация.

## Биография
Панайот Манов е роден през 1867 година в Щип, тогава в Османската империя. Завършва 6 клас на Варненската мъжка гимназия, след което в 1896 година Женевския университет, Швейцария, специалност „Естествена история“ (7 семестъра).
Завръща се в Македония и преподава последователно в Щип, Сяр и Скопие. Успоредно с това развива и революционните комитети на ВМОРО. В Скопие от 1895 година преподава естествени науки в българското педагогическо училище в града. През зимата на 1897 година Панайот Манов е арестуван при разкритията на Винишката афера. Престоява няколко месеца в скопския затвор Куршумли хан. Преподава в Сяр, но в 1901 година е уволнен.
Мести се в Одринска Тракия, където продължава революционната си дейност. Между 1899 и 1902 година Манов преподава в Одринска българска мъжка гимназия „Д-р Петър Берон“ и е член на окръжния комитет на Одринския революционен окръг. Повторно разкрит от турската власт, Панайот Манов се завръща в България, като продължава да служи на ВМОРО.
През 1907 – 1909 година е изпълняващ длъжността директор на Царибродската смесена прогимназия, където преподава френски език, естествена история и химия.
След Първата световна война Манов е виден деец на македонската емиграция в България. Представител е на Щипското братство на Учредителния събор на Съюза на македонските емигрантски организации, проведен в София от 22 до 25 ноември 1918 година.
Умира в София на 3 ноември 1931 година.